# Villa Parque Síquiman
Villa Parque Síquiman es una villa serrana que se encuentra en las orillas noroccidentales del lago y dique San Roque, en el Departamento Punilla, provincia de Córdoba, Argentina.
Es un localidad en la cual gran parte de las viviendas son de fin de semana y de veraneo, por su paisaje y acceso al Dique y es atravesada por el pequeño río Las Mojarras, el cual es en verdad un pintoresco arroyo para bañarse.
Se puede acceder por la ruta nacional 38 a unos 40 km de Córdoba Capital.
Por el norte se encuentra conurbada en el conjunto Cosquín - Santa María de Punilla - Bialet Massé, por el sur se encuentra ya prácticamente conurbada, mediando Santa Cruz del Lago,  con la importante ciudad de Carlos Paz.
En la zona hay varios complejos de cabañas.

## Población
Cuenta con 3555 habitantes (Indec, 2022), lo que representa un incremento del 105% frente a los 1738 habitantes (Indec, 2010) del censo anterior. El aglomerado de Cosquín - Santa María de Punilla - Bialet Massé del que forma parte, cuenta con 37,273 habitantes (Indec, 2010).
| Gráfica de evolución demográfica de Villa Parque Siquimán entre 1991 y 2022 |
|                                                                             |
| Fuente: Censos nacionales del INDEC                                         |

## Sismicidad
En 1955 se produjo en Villa Giardino, un temblor de 6,9 escala de Richter. Recuérdese que la región está atravesada por la "falla del frente occidental de las Sierras Chicas" ,  extendida desde Villa Carlos Paz hasta Berrotarán y Elena (Córdoba); y su potencial para generar sismos es desconocido. En la región también se encuentra la "falla de Las Lagunas", cercana a Sampacho -destruida por el sismo en 1934- que llega hasta Río Cuarto.

## Sitios externos
- Comuna de Villa Parque Síquiman
- Sitio web oficial de la Comuna de Villa Parque Síquiman

- Datos: Q2865953
- Multimedia: Villa Parque Síquiman / Q2865953